# Stenetrium glauerti
Stenetrium glauerti är en kräftdjursart som beskrevs av Nicholls 1929. Stenetrium glauerti ingår i släktet Stenetrium och familjen Stenetriidae. Inga underarter finns listade i Catalogue of Life.